# Bohdanivka, Nîjni Sirohozî
Bohdanivka (în ucraineană Богданівка) este un sat în comuna Perșopokrovka din raionul Nîjni Sirohozî, regiunea Herson, Ucraina.

## Demografie
Componența lingvistică a localității Bohdanivka
     Ucraineană (94,34%)
     Rusă (5,66%)
Conform recensământului din 2001, majoritatea populației localității Bohdanivka era vorbitoare de ucraineană (94,34%), existând în minoritate și vorbitori de rusă (5,66%).